# Теннессин
Теннессин (Ts) або ека-астат — хімічний елемент з атомним номером 117. Колишнє тимчасове позначення — Uus.

## Отримання
Отримано в Об'єднаному інституті ядерних досліджень у Дубні, Росія. Для синтезу 117-го елемента мішень з 97-го елементу, берклію-249, отриманого в Окриджській національній лабораторії (Ок-Ридж, Теннессі, США), обстрілювали іонами кальцію-48 на прискорювачі У-400 Лабораторії ядерних реакцій ОІЯД.
5 квітня 2010 року наукова стаття, що описує виявлення нового хімічного елементу з атомним номером Z=117, була прийнята для публікації до журналу «Physical Review Letters».
Схема ядерного синтезу:
{\displaystyle \,_{20}^{48}\mathrm {Ca} +\,_{97}^{249}\mathrm {Bk} \to \,_{117}^{297}\mathrm {Ts} ^{*}\to \,^{294,293}\mathrm {Ts} }
{\displaystyle \,_{22}^{50}\mathrm {Ti} +\,_{95}^{243}\mathrm {Am} \to \,_{117}^{293}\mathrm {Ts} ^{*}\to \,^{290,289}\mathrm {Ts} }
Період напіврозпаду стійкішого з двох відомих ізотопів 294Ts становить близько 78 мілісекунд. Формально належить до галогенів, однак його хімічні властивості ще не вивчені та можуть відрізнятися від характерних для цієї групи елементів.

## Походження назви
У червні 2016 року була запропонована назва теннессин — на честь Теннессі (США) . Офіційне рішення IUPAC про затвердження назви було прийняте 30 листопада 2016 року. До цього використовувалась тимчасова систематична назва «унунсептій» (лат. Ununseptium, Uus), штучно утворена від коренів латинських числівників 1, 1, 7.